# Recidiv
Recidív pomeni v medicini ponovitev bolezni (na primer raka, bolezni odvisnosti in drugih psihiatričnih bolezni, okužb ...) pri istem bolniku. Soroden izraz je reláps, ki se uporablja bodisi sopomensko bodisi v ožjem pomenu za ponovitev bolezni ali le nekaterih bolezenskih znakov kmalu po predhodnem izboljšanju.

## Onkologija
Pri raku govorimo o recidivu oziroma relapsu, ko se bolezen ponovi po predhodni zazdravitvi (remisiji). Praviloma je recidiv raka posledica nepopolne odstranitve tumorja oziroma vseh rakavih celic.
Do recidiva lahko pride lokalno (tumor se pojavi na istem mestu) ali sistemsko (rak se ponovi z zasevki v oddeljenih organih).

## Bolezni odvisnosti
Preprečevanje recidiva je eden ključnih postopkov v zdravljenju odvisnosti, saj so recidivi ena od značilnosti te motnje. Podobno kot se dogaja bolnikom, ki se zdravijo zaradi astme ali hipertenzije, tudi pri odvisnih prihaja do občasnih poslabšanj oziroma recidivov bolezni. Pomembno je, da bolnik prepozna in obvladuje dejavnike, ki lahko povečajo tveganje za recidiv (na primer stres ali pojav okoliščin, v katerih je bolnik v preteklosti podlegel vedenju odvisnosti).
Recidivi se lahko pojavijo tako pri kemičnih odvisnostih (na primer od alkohola, cigaret, kokaina) kot tudi nekemičnih (na primer odvisnost od iger na srečo, nakupovanja, spolnosti).